# والتر أننبرغ
والتر هوبير أننبرغ (بالإنجليزية: Walter Hubert Annenberg) (من مواليد 13 مارس 1908 - 1 أكتوبر 2002) هو رجل أعمال أمريكي، ومستثمر، ونشط بالعمل الخيري، ودبلوماسيًا. تملك شركة أننبرغ منشورات المثلث Triangle، والتي تضمنت ملكية العديد من القنوات. تم تعيينه من قبل الرئيس ريتشارد نيكسون كسفير للولايات المتحدة في المملكة المتحدة، حيث خدم من عام 1969 إلى عام1974.

## حياته المُبكرة
وُلد والتر أننربنغ لعائلة يهودية في ميلووكي بولاية ويسكونسن في 13 مارس 1908. كان والتلا هو الابن الوحيد لسيدي سيسيليا فريدمان (1879-1965) وموسى «مو» لويس أنينبيرغ، الذي نشر نموذج السباق اليومي واشترى فيلادلفيا انكوايرر في عام 1936. كان أننبرغ يعاني من التأتأة منذ الطفولة.
كان لدو والتر سبع أخوات، كانت أسماؤهن ديانا أننبرغ (1900-1905)، وأستر «آي» آنبرنوس سيمون ليفي (1901-1992)، وجانيت أنينبيرغ هوكر (1904-1997)، وإنيد أنينبرغ هاوبت (1906-2005)، وليتا أننبرغ هازن (1909-1995)، وإيفيلين (1911–2005)، وهاريت بياتريس أننبرغ (1914-1969).
انتقلت عائلة آنينبرغ إلى لونغ آيلاند بنيويورك في عام 1920، والتحق والتر بالمدرسة الثانوية في مدرسة بيدي في هايتستاون، بولاية نيو جيرسي، وتخرج في عام 1927. تخرج والتر من كلية وارتون في جامعة بنسلفانيا، ولم يحصل على شهادة جامعية مطلقًا. وكان أثناء وجوده في الكلية عضوًا في زيتا بيتا تاو وهي أخوية يهودية تقليدية.

## حياته المهنية
بعد وفاة والده في عام 1942، تولى أننبرغ مسؤولية الشركات العائلية، مما أدى إلى نجاح بعض الشركات التي فشلت. اشترى وسائل الإعلام المطبوعة بالإضافة إلى محطات الإذاعة والتلفزيون، مما أدى إلى نجاح كبير. كان أحد أبرز نجاحاته هو إنشاء دليل التلفزيون في عام 1952، والذي بدأه ضد نصيحة مستشاريه الماليين. كما أنشأ مجلة السبعة عشر. وخلال سبعينيات القرن العشرين، كان دليل التلفزيون يحقق ربحًا يتراوح بين 600 ألف ومليون دولار في الأسبوع.

## نشاطه الخيري
رغم أن أننبرغ كان رجل أعمال نشط، إلا أنه كان مهتمًا بالخدمة العامة. ففي عام 1953 أصبح واحدلإا من الأمناء المؤسسين لزمالات أيزنهاور. وبعد انتخاب ريتشارد نيكسون رئيسًا، عُين أنينبرغ سفيرًا لدى محكمة سانت جيمس في المملكة المتحدة.و في عام 1969، تحت الضغط بعد جدل شاب الشهير، باع أننبرغ ذاإنكوير وفيلادلفيا ديلي نيوز في عام 1957 مقابل 55 مليون دولار. وبعد تعيينه سفيرًا، أصبح مشهورًا جدًا في بريطانيا، وحصل على رتبة الإمبراطورية البريطانية في عام 1976.

## وفاته
توفي أننبرغ في منزله في واينوود، بنسلفانيا، في 1 أكتوبر 2002، من مضاعفات الالتهاب الرئوي؛ وكان عمره 94 سنة. كانت زوجته ليونور (20 فبراير 1918 - 12 مارس 2009)؛ ابنته واليس، وشقيقتاه هاوبت وايفيلين هول على قيد الحياة عند وفاته. وترك سبعة أحفاد وستة من أبناء الأحفاد.

## روابط خارجية
- والتر أننبرغ على موقع الموسوعة البريطانية (الإنجليزية)
- والتر أننبرغ على موقع مونزينجر (الألمانية)
- والتر أننبرغ على موقع إن إن دي بي (الإنجليزية)
- والتر أننبرغ at the Museum of Broadcast Communications Encyclopedia of Television